# Battaglia di Pavia (538)
La battaglia di Pavia del 538 fu uno degli episodi bellici rientranti nella guerra gotica.

## Antefatti
Belisario, mentre era impegnato nell’assedio di Roma, nell’inverno tra il 537 e il 538, fu raggiunto da una delegazione di importanti cittadini di Milano, guidati dal vescovo Dazio, che promisero al comandante bizantino che gli avrebbero consegnato Milano e l’intera provincia della Ligura (che ricalcava l’antica regio XI Transpadana) se Belisario avesse inviato un contingente per scacciare gli Ostrogoti. Belisario accettò la proposta e inviò, per mare, il duca Mundila con circa un migliaio dei suoi soldati privati della Tracia e dell’Isauria: i cosiddetti bucellarii, comandati rispettivamente da Paolo e Enne. Le forze bizantine sbarcarono a Genova e, insieme al prefetto del pretorio Fidelio (originario di Milano) e a una delegazione di milanesi, penetrarono nella pianura Padana e, attraversato con delle navi il Po, giunsero nei pressi di Pavia (allora chiamata Ticinum).

## La battaglia
Secondo Procopio, la guarnigione ostrogota di Pavia era molto numerosa e parecchi goti della regione avevano depositato in città i loro beni perché essa era reputata imprendibile: Pavia, infatti, pur essendo posta in una zona pianeggiante, era difesa a sud dal Ticino. Lo stesso fiume, nei pressi della città, si divideva in numerosi meandri, intercalati da boschi, lanche e zone umide, ma le difese naturali di Pavia non si limitavano al Ticino: due piccoli corsi d’acqua (il Navigliaccio e le due Vernavole) originati dalle risorgive e dotati di acque perenni, scavavano due profondi avvallamenti a est e a ovest della città. Pavia inoltre era provvista di solide opere fortificate risalenti all’età romana, rafforzate pochi decenni prima probabilmente da Teodorico, che aveva fatto anche edificare in città uno dei suoi palazzi reali. Quando l’esercito bizantino si avvicinò a Pavia fu attaccato dalla guarnigione ostrogota presente in città. Ne scaturì un furioso combattimento, nel quale gli Ostrogoti furono sconfitti e dovettero ritirarsi all’interno delle mura di Pavia, inseguiti dagli uomini di Mundila, che per poco non riuscirono a entrare in città. Terminato lo scontro, i Bizantini si mossero in direzione di Milano, tuttavia il prefetto del pretorio Fidelio, che si era attardato a pregare in una chiesa suburbana posta a poca distanza dalle fortificazioni di Pavia, probabilmente vedendo l’esercito bizantino ormai distante, tentò di raggiungerlo a cavallo, ma cadde. Alcuni combattenti Ostrogoti di guardia sulle mura di Pavia, vedendolo a terra, uscirono dalla città e lo uccisero.

## Conseguenze
Senza colpo ferire il piccolo esercito bizantino comandato dal duca Mundila riuscì a impossessarsi di quasi tutta la regione, fatta eccezione per Pavia, dove si trovavano concentrate tutte le forze ostrogote dell’Italia nord-occidentale. Da Pavia, pochi mesi dopo, alcune migliaia di Ostrogoti al comando di Uraia, nipote del re Vitige, insieme con 2 000 Burgundi mandati in aiuto dal re merovingio Teodeberto, attaccarono Milano.